# Municipio de Omaha (Illinois)
El municipio de Omaha (en inglés: Omaha Township) es un municipio ubicado en el condado de Gallatin en el estado estadounidense de Illinois. En el año 2010 tenía una población de 499 habitantes y una densidad poblacional de 10,35 personas por km².

## Geografía
El municipio de Omaha se encuentra ubicado en las coordenadas 37°53′6″N 88°19′12″O / 37.88500, -88.32000. Según la Oficina del Censo de los Estados Unidos, el municipio tiene una superficie total de 48.22 km², de la cual 48,08 km² corresponden a tierra firme y (0,28 %) 0,13 km² es agua.

## Demografía
Según el censo de 2010, había 499 personas residiendo en el municipio de Omaha. La densidad de población era de 10,35 hab./km². De los 499 habitantes, el municipio de Omaha estaba compuesto por el 99,2 % blancos, el 0,2 % eran afroamericanos, el 0,2 % eran amerindios, el 0,4 % eran asiáticos. Del total de la población el 0,6 % eran hispanos o latinos de cualquier raza.